# 포스 플레이
포스 플레이(force play)는 야구나 소프트볼에서 타자가 타격을 해서 타자 주자가 됨으로써, 선행 주자가 선점했던 루(base)의 점유권을 잃게 되어 발생하는 플레이를 말한다.
땅볼로 인한 병살타는 포스 플레이 규칙이 있기에 가능하다. 예를 들어, 무사나 1사이고 1루에 주자가 있을 때 타자가 일단 공을 치면 1루 주자는 타자 주자가 먼저 아웃되지 않는 이상 1루 점유권을 잃고 2루를 향해 주루할 수밖에 없는 상황이 되는데 타자의 공이 내야수가 빠르게 잡을 수 있는 땅볼이 되어 공을 잡은 내야수가 2루를 밟아 포스 상태에 걸린 1루 주자를 먼저 아웃시키고 그 다음 바로 1루로 송구하여 1루를 밟지 못한 타자 주자를 아웃시키면 포스 플레이를 이용한 병살타가 된다.
3번째 아웃이 포스아웃일 경우는 그 직전에 선행 주자가 먼저 홈을 밟더라도 득점이 인정되지 않는다. 이 상황에서는 포스 상태에 걸린 주자를 태그하더라도 포스아웃으로 간주해 먼저 홈을 밟은 주자의 득점을 인정하지 않는다.

## 같이 보기
- 야수 선택
- 병살